# José Cienfuegos Jovellanos
José María Cienfuegos Jovellanos (Oviedo, 1 de febrero de 1763 – Madrid, 29 de abril de 1825) fue un militar y político español.

## Biografía
Hijo de Baltasar González de Cienfuegos, quinto conde de Marcel de Peñalba, y de Benita de Jovellanos, -hermana de Jovellanos-, hija de Francisco Gregorio de Jovellanos, alférez mayor de Gijón, y nieta materna del marqués de San Esteban del Mar de Natahoyo. 
Estudió en el Colegio de Cadetes de Artillería de Segovia. Inicia su carrera militar como artillero en la toma de Mallorca. Con el grado de Capitán participó en el sitio de San Felipe (Mahón), en la guerra contra Francia, campaña del Rosellón, participando en la toma de la plaza de Bellegarde, y en su defensa hasta septiembre de 1794; y en el ataque a Gibraltar. 
En 1806, es nombrado director de la fábrica de municiones gruesas de Trubia. Contrae matrimonio ese mismo año con María del Carmen Argüelles y Cienfuegos. Durante la guerra de la Independencia fue comandante general de artillería de Extremadura durante el año 1812, donde conferenció con el duque de Wellington. Tras la guerra, es nombrado capitán general de Cuba combatiendo con decisión a los piratas antillanos. Dio nombre a la ciudad de Cienfuegos. Durante el Trienio liberal, fue ministro de la Guerra entre el 24 de enero y el 28 de febrero de 1822, en el Gabinete de José Gabriel de Silva y Bazán.